# Agenzia spaziale brasiliana

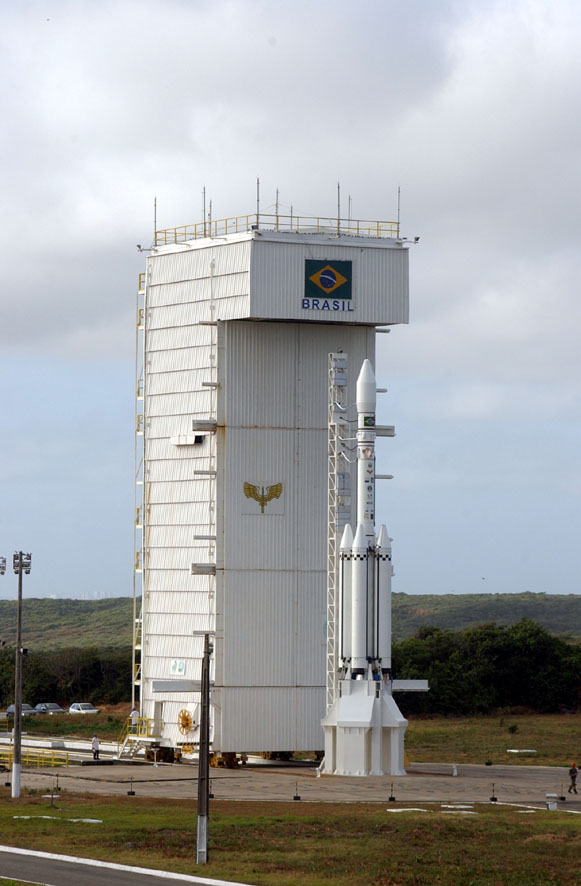
VLS-1 V03 sulla rampa di lancio

L'Agenzia spaziale brasiliana (AEB) (in portoghese Agência Espacial Brasileira) è l'autorità civile brasiliana responsabile del programma spaziale del paese, vincolata al Ministero della Scienza e Tecnologia del Brasile.

## Storia
Creata il 10 febbraio 1994, per la legge brasiliana nº 8.854, mira a promuovere lo sviluppo delle attività spaziali brasiliane in un modo decentralizzato.
Per guidare queste azioni e impostare linee guida, l'AEB agisce sotto il coordinamento centrale del Sistema nazionale di sviluppo delle attività spaziali (in portoghese Sistema Nacional de Desenvolvimento das Atividades Espaciais) e ha la responsabilità di formulare la Politica nazionale di sviluppo delle attività spaziali (in portoghese Política Nacional de Desenvolvimento das Atividades Espaciais) e di formulare e attuare il Programma nazionale di attività spaziali (in portoghese Programa Nacional de Atividades Espaciais), le cui attività sono svolte da altre istituzioni governative che compongono il sistema. L'AEB è sotto il controllo civile, in precedenza era sotto il controllo militare.
L'agenzia dispone di due rampe di lancio, il più antico Cosmodromo della Barreira do Inferno e il Cosmodromo di Alcântara. Nell'aprile 2021, l'Agenzia spaziale brasiliana ha rivelato i nomi delle società private selezionate per operare lanci orbitali e suborbitali dal centro spaziale di Alcântara:
- Virgin Orbit [4]
- Orion AST
- C6 Launch
- Hyperion

## Veicoli di lancio
I veicoli di lancio suborbitali prodotti nel paese accumulano decine di lanci dai loro centri spaziali come anche i veicoli prodotti in altri paesi come quelli effettuati dal tedesco DLR.

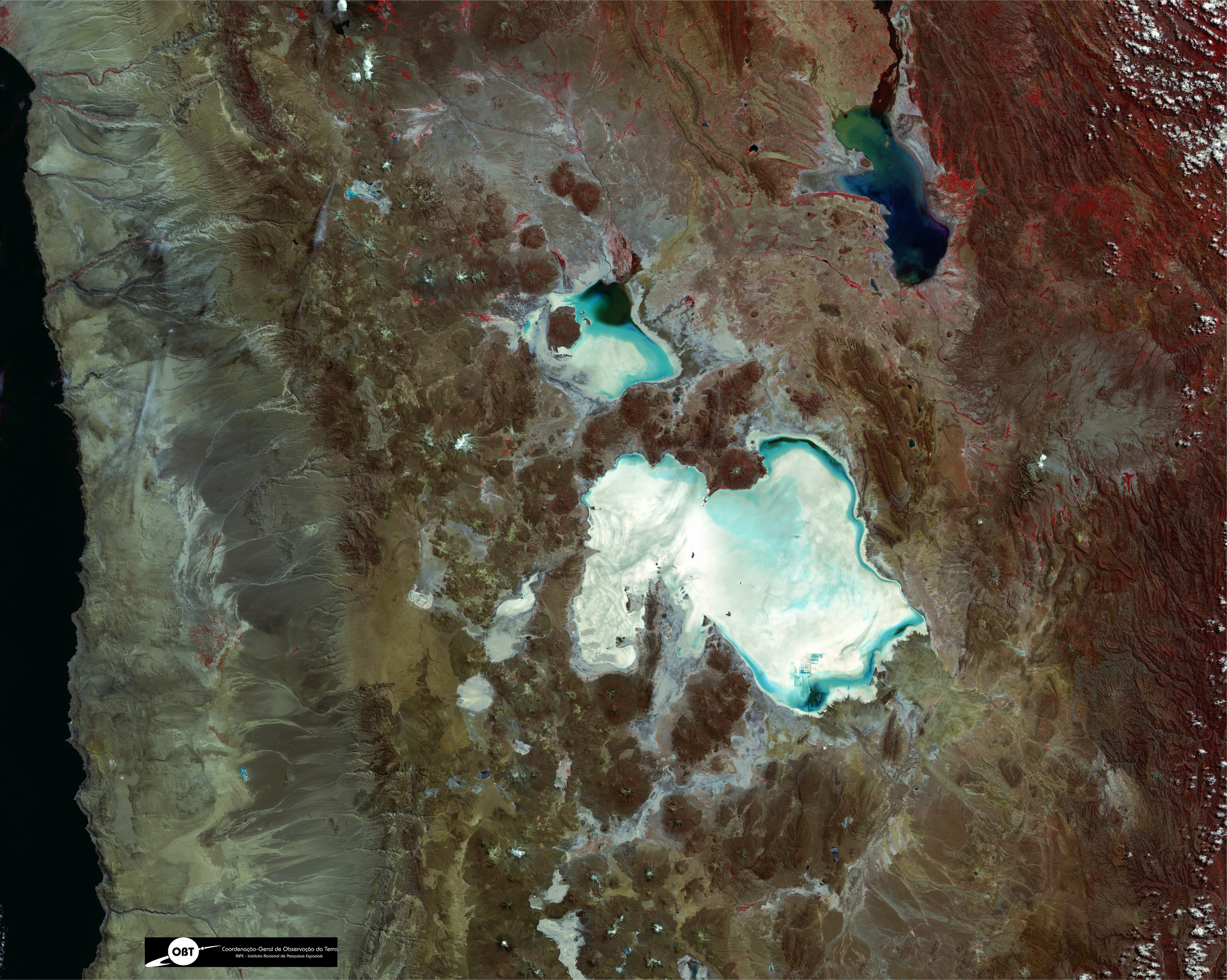
Salar de Uyuni - Bolívia, satelliti CBERS4

- Sonda I, II, III, IV - suborbitale
- VS-30 - suborbitale
- VSB-30 - suborbitale
- VS-40 - suborbitale
- VS-50 - suborbitale
- VLS - Lanciatore orbitale
- VLM -1 - Lanciatore orbitale
- Fogtrein - Razzi da addestramento

## Satelliti

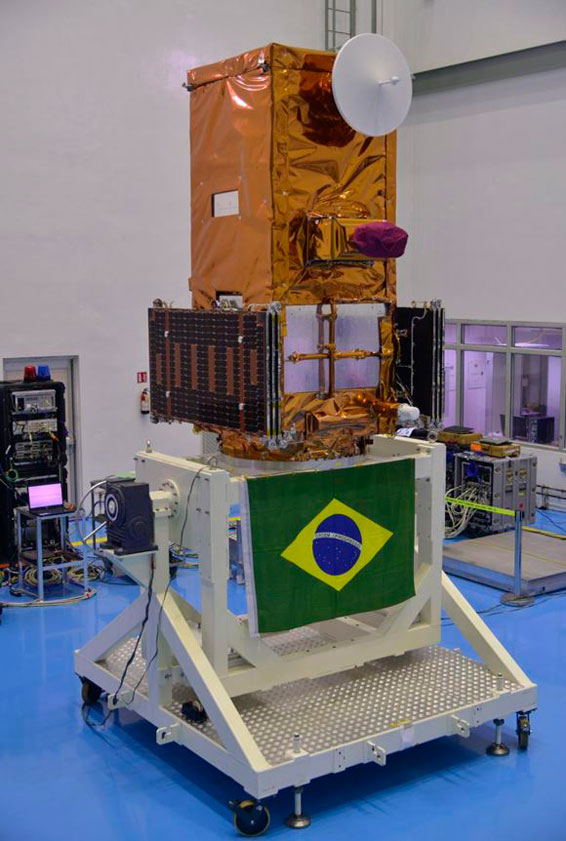
Satélite Amazonia-1

L'AEB è responsabile di vari satelliti in orbita, inclusi satelliti per la ricognizione, l'osservazione della terra, le comunicazioni e la difesa e altri attualmente in fase di sviluppo.